# 米凱諾火山
米凱諾火山是非洲中部國家剛果民主共和國的火山，屬於維龍加山脈的一部分，海拔高度4,437米，是山脈第二高山峰，僅次於卡里辛比火山，野生動物有山地大猩猩。